# El Quemado, Zapopan
El Quemado är en ort i Mexiko.   Den ligger i kommunen Zapopan och delstaten Jalisco, i den centrala delen av landet, 500 km väster om huvudstaden Mexico City. El Quemado ligger 1 589 meter över havet och antalet invånare är 168.
Terrängen runt El Quemado är platt åt sydväst, men åt nordost är den kuperad. Terrängen runt El Quemado sluttar österut. Runt El Quemado är det mycket tätbefolkat, med 1 177 invånare per kvadratkilometer. Närmaste större samhälle är Guadalajara, 14,8 km söder om El Quemado. I omgivningarna runt El Quemado växer huvudsakligen savannskog.